# Gymnasielagen 2018
Gymnasielagen 2018, ofta kallad endast gymnasielagen eller nya gymnasielagen, är en svensk lag som antogs 7 juni 2018 som en del av Sveriges asylpolitik sedan flyktingkrisen 2015. Den kompletterade men ersatte inte den tidigare antagna gymnasielagen 2017. Formellt var den en del av den tillfälliga lagen för uppehållstillstånd (lag 2016:752). Den 20 juli 2021 upphörde den tillfälliga lagen för uppehållstillstånd att gälla, och reglerna om uppehållstillstånd för studier på gymnasial nivå flyttades då till en ny lag som kallas gymnasielagen.

## Bakgrund
Som en del av migrationskrisen i Europa sökte över 163 000 personer asyl i Sverige år 2015. Av dem registrerades 35 369 som ensamkommande barn. Många av dem fick vänta länge på besked och fick sedan avslag på sina asylansökningar. Våren 2017 antogs en lag som syftade till att de som fått avslag men ännu inte fyllt 18 kunde få möjligheten att stanna och studera på gymnasiet, om vissa andra krav var uppfyllda. 2018 föreslogs en liknande lag som skulle gälla personer som hunnit fylla 18 år innan de fått sina avslagsbeslut.
Lagförslaget lades fram av regeringen Löfven i mars 2018 efter att Miljöpartiet hotat att lämna regeringen. Den ledde till en spricka inom Alliansen, i och med att Centerpartiet stödde regeringens förslag som därmed antogs. Centerpartiets menade att förslaget visserligen var dåligt genomarbetat, men att det nu var det detta förslag som låg på bordet. Förslaget fick även stöd av Vänsterpartiet och ett fåtal liberaler och kristdemokrater och kunde därmed antas. Moderaterna och Sverigedemokraterna röstade mot förslaget tillsammans med de flesta ledamöterna från Liberalerna och Kristdemokraterna.
När lagen presenterades uppskattades den omfatta cirka 9 000 personer och "de 9 000 afghanerna" blev en ofta upprepad beskrivning av dess målgrupp. Tidningen Expressen analyserade i maj 2018 ett systematiskt urval av de 8 357 avslagsbeslut som antogs omfattas av lagen. 97 procent var afghanska medborgare, oftast tillhörande folkgruppen hazarer. Av dessa var 99 procent unga män och alla saknade giltiga id-handlingar. 49 procent hade bott i Iran i minst ett år innan de kom till Sverige och i genomsnitt hade de bott i Iran i tio år. 13,5 procent uppgav att de hade fötts i och bott hela livet i Iran eller Pakistan. 2 procent uppgav att de hade rekryterats av Irans krigsmakt för att kriga i Syrien. 78 procent hade fått sin ålder uppskriven av Migrationsverket. Expressen sammanfattar debatten om lagförslaget med att den ena sidan hävdade att frågan gällde vuxna män som borde skickas tillbaka till Afghanistan, medan meningsmotståndarna menade att Sverige av medmänsklighet inte borde skicka unga afghaner i döden.

Grunden till att de unga asylsökande erbjöds en ny chans var Migrationsverkets långa handläggningstider, där 15 månader enligt EU var en absolut övre gräns. Anledningen till att så många barn fått vänta länge på sina asylbesked formuleras på detta sätt av den ideella organisationen Rådgivningsbyrån för asylsökande och flyktingar:
"Avseende Migrationsverkets långa handläggningstider anser Rådgivningsbyrån att det är av relevans att påpeka att vi erfarit att dessa, för aktuell grupp, till stor del är beroende av att myndigheten prioriterat handläggning av enkla ärenden (som avseende medborgare från Syrien och Eritrea) för att uppnå ett önskat antal avgjorda ärenden. Detta har skett till priset av att de mer svårbedömda ärendena som rör barn blivit liggande utan åtgärd, vilket i många fall kan ha lett till att det sökande barnet uppnått 18-årsdagen innan ett första beslut fattats."

## Lagen
Lagens syfte var att ungdomar som fått avslag på sin asylansökan skulle få stanna om de studerade. Den gällde dem som uppfyllde följande kriterier:
- Personen skulle ha ansökt om asyl senast den 24 november 2015 och då blivit registrerad som ensamkommande barn.
- Personen skulle ha väntat i minst 15 månader på sitt första avslag.
- Personen skulle vara minst 18 år gammal när denne fick sitt första avslag.

Det nya tillfälliga uppehållstillståndet skulle gälla i 13 månader med möjlighet till förlängning om personen påbörjat en godkänd utbildning, och med möjlighet att förvandlas till permanent uppehållstillstånd om hen har hittat stadigvarande försörjning inom sex månader efter examen.
Under remisstiden blev lagförslaget mycket kritiserat. "Gränsen har nåtts för vad som är acceptabelt i fråga om hur lagstiftning kan utformas" skrev Lagrådet i sitt remissvar. Andra tunga remissinstanser kritiserade förslaget för att det var otydligt och eventuellt stod i strid med redan existerande lagar. Lärarnas riksförbund kritiserade lagen för att den ställde orimliga krav på de lärare som skulle bedöma om studierna var tillräckligt seriösa. Den ideella föreningen Flyktinggruppernas riksråd kritiserade lagen bland annat för att dess tidsbegränsningar var godtyckliga.
Efter en kort beredningstid och kort remisstid antogs av riksdagen 7 juni 2018. Förutom av regeringspartierna Socialdemokraterna och Miljöpartiet fick den stöd av Centerpartiet och Vänsterpartiet samt några ledamöter från andra partier.
Några dagar efter att lagen trätt i kraft underkändes den av migrationsdomstolen i Malmö med hänvisning till att lagtexten om sänkta krav på identitetsbevis gjorde den omöjlig att tillämpa, Under sommaren 2018 fattade Migrationsverket inga beslut i väntan på Migrationsöverdomstolens prejudicerande dom. I september godkändes lagen av Migrationsöverdomstolen och började tillämpas.
Ett av lagens krav var att asylansökan skulle ha lämnats in senast 24 november 2015. Eftersom Migrationsverket under den stora anstormningen kring detta datum inte hann registrera alla ansökningar på rätt dag godtogs under vissa omständigheter även senare ansökningsdatum. Detta  gällde inte beslut som tagits i migrationsdomstol, varför lagen kom att tolkas olika beroende på hur långt den sökande hade kommit i asylprocessen när de prövades mot gymnasielagen.

### Migrationsverkets tolkning av arbetsvillkoret
Lagen innehåller krav på stadigvarande försörjning inom sex månader efter examen för att få permanent uppehållstillstånd. Migrationsverkets jurister har tolkat detta som att personen inom sex månader från examen ska ha påbörjat ett arbete med tillsvidareanställning eller minst två års visstidsanställning. Dessa två år räknas från den dag då Migrationsverket fattar beslut om förlängt uppehållstillstånd, inte från den dag då anställningen påbörjades. I november 2020 meddelade Migrationsverket i ett nytt rättsligt ställningstagande att provanställning kan räknas som varaktig anställning, efter utredning och bedömning av varje enskilt fall.

### Antal beviljade uppehållstillstånd
Totalt tog Migrationsverket emot 11 776 ansökningar utifrån gymnasielagen. Av dessa fick 7 763 tillfälliga uppehållstillstånd för studier. Sista december 2024 hade 5450 personer fått permanent uppehållstillstånd efter att ha avslutat sina studier och fått godkänt arbete, 354 personer hade fortfarande tillfälliga uppehållstillstånd och 321 hade ansökt om förlängning men ännu inte fått besked.

### Skärpt lagtolkning februari–mars 2023
Migrationsöverdomstolen prövade i februari 2023 ett mål där en person hade bytt jobb medan hon väntade på beslut om permanent uppehållstillstånd enligt gymnasielagen. Domstolen nekade uppehållstillstånd med följande motivering: "För att en anställning ska kunna ligga till grund för ett permanent uppehållstillstånd enligt gymnasielagen måste den ha förelegat redan när det tidigare tidsbegränsade uppehållstillståndet löpte ut." Det är en annan tolkning än den information som Migrationsverket gett till de som ansöker om permanent uppehållstillstånd tidigare. Domen är vägledande för Migrationsverkets och migrationsdomstolarnas kommande bedömning av liknande mål men påverkar inte de uppehållstillstånd som redan givits. I mars presenterade Migrationsverket ett rättsligt ställningstagande baserat på den vägledande domen. Där sägs att kraven för permanent uppehållstillstånd måste vara uppfyllda både när man ansöker och när Migrationsverket prövar ansökan. Vid båda tillfällena ska man ha anställning för minst två år framöver, men det sägs inte att det behöver vara samma anställning vid de olika tillfällena.

### Gradvis avveckling av lagen
Bestämmelserna om att kunna få uppehållstillstånd för studier på gymnasial nivå eller motsvarande upphörde 20 december 2023. Då upphörde också bestämmelsen om att kunna få uppehållstillstånd för att fortsätta studera på ett introduktionsprogram. Efter detta datum var det alltså inte längre möjligt att få uppehållstillstånd på grund av gymnasiestudier.
Bestämmelserna om förlängt uppehållstillstånd för att söka arbete efter slutförda studier eller permanent uppehållstillstånd upphörde gradvis att gälla under åren 2024 och 2025.  Från och med den 20 juli 2024 kunde man inte få förlängt uppehållstillstånd för att söka arbete efter gymnasiet, och detta gällde även om personen hade lämnat in ansökan före den 20 juli. Sista dagen att ansöka om permanent uppehållstillstånd enligt gymnasielagen var 19 januari 2025.
I juni 2024 uppmärksammade tidningen Dagens ETC att Migrationsverkets enhet i Malmö har fördröjt handläggningen av förlängningar enligt gymnasielagen så länge att de tillfälliga uppehållstillstånden gått ut och inte kunnat förlängas eller permanentas. De berörda personerna har därefter fått utvisningsbeslut trots att de uppfyllt alla lagens krav på utbildning och arbete. Detta uppskattas ha drabbat hundratals personer.

## Effekter
Den som fick tillfälliga uppehållstillstånd genom gymnasielagen hade rätt till studiestöd enligt gängse regler från Centrala Studiestödsnämnden samt efter behovsprövning gängse stöd från kommunen.
Oklarheten i lagen och dess tillämpning gjorde det svårt för både ungdomarna, skolorna och Migrationsverkets handläggare att utbildningar som omfattas av lagen och hur de skall dokumenteras. Det förekom att de utbildningar som ungdomar blivit antagna till och påbörjat visat sig inte vara godkända för uppehållstillstånd. Ungdomar har också nekats förlängning eftersom den kommun där de bodde inte har erbjudit några godkända utbildningar. Många ungdomar saknade en stabil bostadssituation och många kommuner angav att de inte kunde erbjuda erforderligt psykosocialt stöd för att möta den utbredda psykiska ohälsa som bland andra Socialstyrelsen påvisat hos denna grupp. Röda korset konstaterade i januari 2020 att lagen förbättrat många ungdomars situation genom att möjliggöra studier och förbättrade ekonomiska villkor, men att det samtidigt fanns en stor oro för om de in längden skulle kunna uppfylla lagens krav på fullgjorda studier och fast arbete.
I februari 2020 uppdagades en lucka i lagen som innebär att ungdomar som varit snabba med att avsluta sina studier riskerade att utvisas eftersom domstolarna inte hunnit med att ge dem slutgiltigt beslut om det ursprungliga asylärendet, vilket varen förutsättning för att gymnasielagen ska gälla.
I juni 2020 påpekade tidningen Lag&Avtal att gymnasielagens krav på minst 2-årig anställning inom 6 månader från examen innebar att ungdomar kunde tvingas tacka nej till erbjudanden om kortare anställningar och därmed gå miste om ersättning från Arbetsförmedlingen under den tid de sökte arbete.

### Boende
I november 2019 meddelade Migrationsverket att de som fått uppehållstillstånd genom gymnasielagen inte längre skulle få bo kvar på Migrationsverkets boenden utan senast 30 januari 2020 måste hitta boende på egen hand. Samtidigt upphörde rätten till dagersättning från Migrationsverket och de ungdomar som inte kunde lösa sin bostadssituation eller försörjning hänvisades till socialtjänsten i de kommuner där de bodde. Sveriges Kommuner och Landsting (SKL) var kritiskt till konsekvenserna av detta, med hänvisning till oklart rättsläge och alltför kort förberedelsetid tid för kommunerna och de berörda ungdomarna. Enligt SKL handlade det om cirka 750 ungdomar.
Röda korset rapporterade i januari 2020 att det var sig mycket svårt för ungdomar som fick uppehållstillstånd med stöd av nya gymnasielagen själva att få tag i någonstans att bo. De stod långt från bostadsmarknaden, de hade vanligtvis mycket låga inkomster och saknade andra tillgångar, de hade inte stått i några bostadsköer och de hade begränsade sociala nätverk. Endast i enstaka fall bistod kommunerna med boendelösningar. Många av dem saknade stabil boendelösning och övernattade hos kompisar, på härbärgen eller utomhus. Situationen var mycket olika i olika kommuner. I de flesta kommuner var det mindre än 20 procent av de aktuella ungdomarna som saknade bostad. På andra ställen, och framför allt i kommuner som hade fler än femtio berörda ungdomar, var  81–100 procent av de ungdomar som har uppehållstillstånd enligt gymnasielagen bostadslösa. Röda korset pekade på att detta medförde risk för att ungdomarna skulle bli utnyttjade på olika sätt och att få svårare att genomföra sina studier och därigenom riskera att inte få förlängt uppehållstillstånd.

### Civilsamhällets engagemang
2020 inleddes flera projekt för att på olika sätt stötta dem som omfattades av gymnasielagen.  Den ideella föreningen Arbetskraftsförmedlingen bildades med syfte att ta tillvara resurser hos unga människor och matcha dem med företag/offentlig sektors behov av arbetskraft. Föreningens kampanj REDO (2020-2022) arbetade specifikt med ungdomar som omfattas av gymnasielagen.
Föreningen LAMSF i Paris bistår de ungdomar som inte uppfyller gymnasielagens krav på uppehållstillstånd med asylprocsessen i Frankrike.

## Fortsatt debatt om lagen
Debatten fortsatte efter det att lagen antagits. Bland lagens motståndare myntades uttrycket "9 000 afghanska män utan asylskäl". Lagen kritiserade för att den ger uppehållstillstånd till personer utan skyddsskäl samt undergrävde principen om att "ett ja är ett ja och ett nej är ett nej" och respekten för den rättsprocess som lett fram till avslag. Johan Forssell, migrationspolitisk talman för Moderaterna kritiserade även att lagen skulle leda till svårigheter för kommuner som skulle tvingas hitta boenden. Sverigedemokraternas Paula Bieler kritiserade den för att ge uppehållstillstånd till personer med okänd identitet.
Andra debattörer, bland annat från nätverket Vi står inte ut, kritiserade att yngre ungdomar som ej omfattades av den första gymnasielagen skulle utvisas medan en del av de något äldre skulle få möjlighet att stanna.
I oktober 2019 sade Miljöpartiets migrationspolitiska talesperson Rasmus Ling att den uppkomna situationen var "väldigt beklaglig" och att han ville se åtgärder för en större tydlighet. Han ville också se en framtida ny lag så att de som fullgjort sin gymnasieutbildning ska få stanna. Liberalernas migrationspolitiska talesperson Fredrik Malm kallade S, MP, V och C för ansvarslösa som drev igenom lagen, och menade att den situation som uppstått måste hanteras.
I februari 2020 meddelade Moderaternas migrationspolitiska talesperson Maria Malmer Stenergard att partiet vill att en statlig haverikommission ska utreda gymnasielagen för att "säkerställa att den här typen av lagstiftning aldrig kommer på plats igen”. Hon menar att lagen skapat en otydlig situation. Justitieminister Morgan Johansson avböjde att kommentera men hade sedan tidigare meddelat att det inte finns några planer på att revidera gymnasielagen.

### Sveriges kommuner och regioner
I oktober 2019 uppmanade Sveriges kommuner och landsting (SKL) regeringen att göra en översyn och analys av lagen. Man anförde följande skäl och konstaterade att situationen inte var hållbar:
1. Tungt ansvar men bristfällig vägledning för skolpersonal
2. För få och ofta kostsamma utbildningsplatser
3. Otillräckliga förkunskaper för att klara utbildningen
4. Utbredd psykisk ohälsa
5. Små möjligheter att få ett arbete som uppfyller villkoren
6. Växande parallellsamhälle.

I februari 2020 framförde samma organisation, nu med namnet Sveriges kommuner och regioner, hård kritik mot Migrationsverkets beslut att personer som fått eller söker uppehållstillstånd enligt gymnasielagen inte får bo kvar på Migrationsverkets boenden. Migrationsverket åberopar en dom i Kammarrätten från juni 2019. SKR menar att Migrationsverkets tolkning av lagen inte är rimlig och kritiserar regeringen för att de tillåter Migrationsverket att ställa orimliga krav på kommunerna.

### Coronapandemin 2020
I samband med coronapandemin våren 2020 blev det uppenbart att det skulle bli mycket svårt för de ungdomar som gick ut gymnasiet att inom 6 månader kunna få de minst tvååriga jobb som krävdes för fortsatt uppehållstillstånd. Politiska organisationer och en mängd debattartiklar kritiserade lagen och presenterade olika förslag, som innebar allt ifrån att riva upp lagen och utvisa de berörda ungdomarna till att ge permanenta uppehållstillstånd åt både dem och de ungdomar som kommit samtidigt men inte omfattats av lagen.
I oktober 2020 presenterade regeringen ett förslag om lättnader i regelverket kring gymnasielagen, mot bakgrund av coronapandemin och det svåra arbetsmarknadsläget. Förslaget innebar att den tid man har på sig för att hitta ett arbete ska förlängas till ett år, att det ska räcka med ett års anställning för att kunna få permanent uppehållstillstånd och att reglerna kring försörjningskravet ses över. Migrationsminister Morgan Johansson sade vid en frågestund i riksdagen 22 oktober att han inte kunde lova att den föreslagna lagändringen skulle omfatta dem som tagit studenten sommaren 2020 och riskerar att utvisas i december 2020. Efter en omröstning i riksdagen 9 december drogs förslaget om lättnader i försörjningskravet tillbaka. Ett liknande regeringsförslag presenterades i april 2021 men avslogs av riksdagen den 9 juni samma år.

## Ekonomisk utvärdering 2022 och 2023
Värmdö kommun har publicerat en rapport om de ungdomar som fanns i den kommunen. I samarbete med andra organisationer och näringslivsaktörer har Värmdö kommun bedrivit projektet Jobbprep som syftat till att alla de 45 ungdomar som omfattades av gymnasielagen skulle klara studierna, få ett godkänt jobb och därmed kunna få permanent uppehållstillstånd. Samtliga har lyckats med detta. 17 av dem arbetar hösten 2022 som undersköterskor inom äldreomsorgen, 10 arbetar på lager efter att ha fått möjlighet att ta truckörkort. Övriga 18 arbetar med bland annat byggande, handel och fordonsteknik.
Oxford Research, som tar fram kunskapsbaserade beslutsunderlag i offentlig sektor, har analyserat de samhällsekonomiska konsekvenserna av gymnasielagen i Värmdö och visar på en tydlig samhällsekonomisk vinst. Efter mindre än fyra års arbete kommer ungdomarna ha betalat tillbaka hela kostnaden för asylprocess och utbildning. Den totala samhällsekonomiska vinsten, räknat i skatteinkomster och konsumtion fram till personernas pensionering, uppskattas till 13–16 miljoner per person.
Statistikmyndigheten SCB publicerade hösten 2023  en rapport om de som var födda 1999 och som fått uppehållstillstånd genom asyl som ensamkommande barn eller genom gymnasielagen. Över 80 procent av de ensamkommande som fått stanna hade förvärvsarbete i november 2022, att jämföras med ungefär 65 procent av de svenskfödda i samma ålder. Av de flyktingungdomar som fått asyl med sina föräldrar hade drygt 70 procent av killarna arbete men bara 50 procent av tjejerna. Det vanligaste yrkesvalet för både killar och tjejer var arbete inom vård och omsorg. Av de ensamkommande killar som fått jobb tjänade ungefär 70 procent minst 18 000 kr i månaden. Av jämngamla svenskfödda killar var det bara 50 procent som nådde upp till denna siffra. 
Ett antal ungdomar med fullgjord yrkesutbildning enligt gymnasielagen som inte lyckades få fast tjänst enligt villkoren har sökt sig till andra europeiska länder. Några av dessa har fått flyktingstatus i Frankrike och arbetar inom det yrke de utbildat sig till.[källa behövs]